# Новокиевский сельский совет (Херсонская область)
Новокиевский сельский совет (укр. Новокиївська сільська рада) — входит в состав
Каланчакского района
Херсонской области
Украины.
Административный центр сельского совета находится в 
с. Новокиевка
.

## История
- 1889 — дата образования.

## Населённые пункты совета
- с. Новокиевка